# بروریا کافمن
بروریا کافمن (انگلیسی: Bruria Kaufman; ۲۱ اوت ۱۹۱۸ – ۷ ژانویهٔ ۲۰۱۰) فیزیک‌دان، استاد دانشگاه، و ریاضی‌دان اهل آمریکا بود. برویا کافمن ریاضیدان مشهوری بود که سهم قابل توجهی در زمینه فیزیک نظری داشت. او در سال ۱۹۱۸ در نیویورک به دنیا آمد.
تحقیقات کافمن عمدتاً بر نظریه تکانه زاویه ای متمرکز بود که رفتار اجسامی را که حول یک محور می‌چرخند، توصیف می‌کند. او چندین مشارکت مهم در این زمینه انجام داد، از جمله معرفی «جبر اسپینور» که نماد فشرده‌ای را برای محاسبات مربوط به حرکت زاویه ای ارائه می‌دهد. کافمن همچنین به تئوری پراکندگی کمک کرد، که به بررسی نحوه تعامل ذرات با یکدیگر در هنگام برخورد می‌پردازد.
کار کافمن علیرغم تبعیض به دلیل زن بودن در زمینه‌ای که تحت سلطه مردان قرار داشت، به‌طور گسترده‌ای شناخته شد و مورد قدردانی قرار گرفت. در سال ۱۹۵۱، جایزه آدامز، یکی از معتبرترین جوایز ریاضیات، به او اعطا شد. کافمن به کار تحقیقاتی و تدریس خود ادامه داد و در سال ۱۹۸۷، مدال ویگنر توسط بنیاد تئوری گروهی و بنیاد فیزیک بنیادی به دلیل مشارکت برجسته‌اش در فیزیک نظری به او اعطا شد.
میراث برویا کافمن الهام‌بخش زنان در ریاضیات و فیزیک است و کمک‌های او همچنان بر درک ما از جهان طبیعی تأثیر می‌گذارد.